# Ratata (musikalbum)
Ratata är popgruppen Ratatas självbetitlade debutalbum, utgivet 1982. Albumet är utgivet på skivbolaget Stranded Rekords.
Albumet producerades av Ratata och Johan Vävare och spelades in under 1982 i Studio Ratata. Förutom bandet medverkade även bland andra Heinz Liljedahl som musiker.
Ratata är en av titlarna i boken Tusen svenska klassiker (2009).

## Låtlista
Sida A
1. "Ögon av is" – 3:06
2. "Från en annan värld" – 3:20
3. "Vore kanske bäst" – 3:08
4. "Allt är bra" – 3:34
5. "För varje dag" – 3:51
6. "Tex Willer" – 1:37

Sida B
1. "Vår sista natt" – 4:25
2. "Doktor kärlek (Medicus Amor)" – 2:37
3. "Una vita con te" – 2:22
4. "Diskodans" – 2:53
5. "En dag som den här" – 3:52
6. "Varenda minut, varenda sekund" – 4:07

Text och musik: Ratata.

## Ratata
- Johan Kling
- Mauro Scocco
- Anders Skog

## Andra musiker
- Johan Alenius - saxofon på "Från en annan värld"
- Heinz Liljedahl - tamburin på "Doktor Kärlek"

## Listplaceringar
| Lista (1982) | Position |
| ------------ | -------- |
| Sverige      | 18       |

### Fotnoter
1. 1 2  ”Ratata”. Discogs.com. http://www.discogs.com/Ratata-Ratata/release/62023. Läst 12 februari 2013.
2. ↑  Gradvall et al 2009, nr. 597
3. ↑  ”Ratata | Svensk mediedatabas (SMDB)”. smdb.kb.se. https://smdb.kb.se/catalog/id/001477096. Läst 29 juli 2021.
4. ↑  Placeringar på den svenska albumlistan